# Schelitzer Hügelland

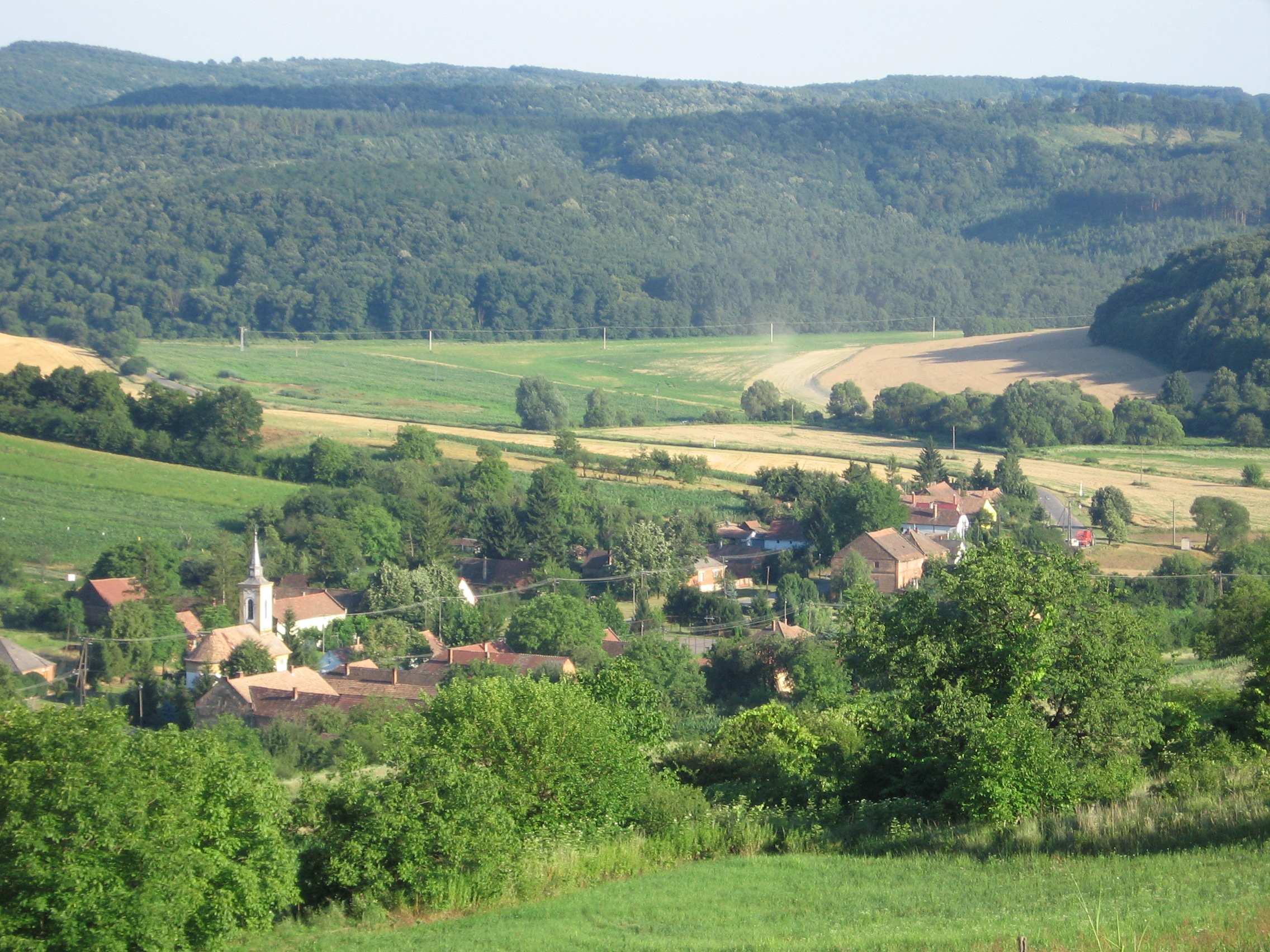
Schelitzer Hügelland bei Szágy

Das Schelitzer Hügelland (ungarisch Zselic) ist eine Landschaft nördlich von Pécs (deutsch Fünfkirchen) in Ungarn.
Das Gebiet mit einer Fläche von etwa 1200 km² liegt im südlichen Teil Transdanubiens, an der Grenze der Komitate Somogy und Baranya. Seine höchsten Punkte, 200–250 m ü. M., befinden sich an der nordwestlich-südöstlichen Wasserscheide zwischen Donau und Drau. Die bedeutendste Erhebung ist Hollófészek (358 m). Im Gebiet leben teils noch Ungarndeutsche, als Teil der sogenannten Schwäbischen Türkei.

## Sehenswürdigkeiten
2022 wurde ein neuer Aussichtspunkt gebaut, und das Pfeifenmuseum von Iwafa (Ibafa) wurde erneuert.